# Dying Fetus
Dying Fetus er et dødsmetal-band, som blev dannet i 1991 i Maryland, USA. Gruppen er især kendt for deres politiske holdninger, og et af de dødsmetalbands som følger deres politiske overbevisning. Tidligere sangtekster omhandlede splattertemaer.
De konstante udskiftninger i medlemmer har gjort John Gallagher til det eneste oprindelige medlem. Bandets lyd er karakteriseret ved blast beats, komplekse riffs og hardcore-inspireret breakdowns.

## Medlemmer

### Nuværende medlemmer
- John Gallagher – Vokal, guitar (1991 – )
- Sean Beasley – Vokal, bas (2001 – )
- Trey Williams – Trommer (2007 – )

### Tidligere medlemmer
- Nick Speleos – Guitar/vokal
- Brian Latta – Guitar
- Rob Belton – Trommer
- Jason Netherton – Bas/vokal
- Kevin Talley – Trommer
- "Sparky" Voyles – Guitar
- Eric Sayenga – Trommer
- John Longstreth – Trommer (kun på turné)
- Derek Boyer – Bas (kun på turné)
- Vince Matthews – Vokal
- Duane Timlin – Trommer
- Mike Kimball – Guitar

## Diskografi

### Studiealbummer
- 1996: Purification through Violence, Pulverizer Records
- 1998: Killing on Adrenaline, Morbid Records
- 2000: Destroy the Opposition, Relapse Records
- 2003: Stop at Nothing, Relapse Records
- 2007: War of Attrition, Relapse Records
- 2009: Descend into Depravity, Relapse Records
- 2012: Reign Supreme, Relapse Records
- 2017: Wrong One to Fuck With, Relapse Records
- 2023: Make Them Beg for Death, Relapse Records

### Opsamlingsalbum
- 1995: Infatuation with Malevolence, Wild Rags Records

### Ep'er
- 1999: Grotesque Impalement, Blunt Force
- 2001: Deep Red / Dying Fetus (Delt med Deep Red), Relapse Singles Series

### Demoer
- 1993: Bathe in Entrails
- 1994: Infatuation with Malevolence

## Fodnoter
1. 1 2  Dying Fetus biography @ MusicMight